# Лисовец, Вячеслав Анатольевич
Вячеслав Анатольевич Лисовец (род. 10 ноября 1972, Берислав, Херсонская область) — российский хоккеист, вратарь. Кандидат в мастера спорта.

## Биография
Вячеслав Лисовец родился в городе Берислав Херсонской области. В 1975 году его семья переехала в Барнаул, где он с 12-ти лет начал заниматься хоккеем и тренироваться у Юрия Величкина в спортивной школе «Мотора».
С 1990-х годов выступал за российские клубы «Мотор» (Барнаул), «Энергия» (Кемерово), «Металлург» (Ачинск), «Сибирь» (Новосибирск), «Алтай» (Барнаул), «Шахтёр» (Прокопьевск), «Металлург» (Новокузнецк), «Сокол» (Красноярск).
Женат, имеет двух дочерей.

## Хоккейная карьера

### Статистика
Статистика выступлений В. Лисовца за хоккейные клубы,,:
Мин = Минут; ШП = Шайб пропущено; «0» = «Сухие» матчи; ШПС = Шайб пропущено в среднем за игру.
| Сезон     | Клуб                    | Лига        | Игр | Мин  | ШП  | ШПС  | «0» |
| --------- | ----------------------- | ----------- | --- | ---- | --- | ---- | --- |
| 1992/1993 | Мотор (Барнаул)         | Первая лига | —   | —    | —   | —    | —   |
| 1993/1994 | Мотор (Барнаул)         | Первая лига | —   | —    | —   | —    | —   |
| 1994/1995 | Мотор (Барнаул)         | Первая лига | —   | —    | —   | —    | —   |
| 1995/1995 | Металлург (Новокузнецк) | МХЛ         | 12  | —    | —   | —    | —   |
| 1995/1995 | Металлург (Ачинск)      | Первая лига | —   | —    | —   | —    | —   |
| 1996/1997 | Мотор (Барнаул)         | Первая лига | —   | —    | —   | —    | —   |
| 1997/1998 | Мотор (Барнаул)         | Первая лига | 54  |      | 109 | 2.02 | —   |
| 1998/1999 | Мотор (Барнаул)         | Первая лига | 38  |      | 108 | 2.84 | —   |
| 1999/2000 | Сибирь (Новосибирск)    | Высшая лига | 2   | 67   | 6   | 3.00 | —   |
| 2001/2002 | Шахтер (Прокопьевск)    | Высшая лига | 23  | 1353 | 73  | 3.17 | 1   |
| 2002/2003 | Мотор (Барнаул)         | Высшая лига | 46  | 2586 | 113 | 2.46 | 5   |
| 2004/2005 | Энергия (Кемерово)      | Высшая лига | 17  | 987  | 37  | 2.18 | —   |
| 2005/2006 | Энергия (Кемерово)      | Высшая лига | 22  | 1212 | 48  | 2.18 | 2   |
| 2006/2007 | Энергия (Кемерово)      | Высшая лига | 14  | 2100 | 50  | 3.57 | 1   |
| 2007/2008 | Алтай (Барнаул)         | Первая лига | 42  | 2267 |     |      |     |
| 2008/2009 | Алтай (Барнаул)         | Первая лига | -   | -    |     |      |     |
| 2008/2010 | Алтай (Барнаул)         | Первая лига | -   | -    |     |      |     |
| 2010/2011 | Сокол (Красноярск)      | Первая лига | -   | -    |     |      |     |